# Porte de Neuilly
Pour les articles homonymes, voir Porte de Neuilly (homonymie).
La porte de Neuilly est une porte de Paris, en France, située dans le bois de Boulogne et rattachée au 16e arrondissement.

## Situation et accès
La porte de Neuilly est située à l'orée du bois de Boulogne et localisée à 250 m au nord de la porte Saint-James et 1 100 m à l'ouest de la porte des Sablons. Elle se situe à l'angle que forment le boulevard Maurice-Barrès et le boulevard du Commandant-Charcot, entre Paris et Neuilly-sur-Seine.
La porte de Neuilly constitue un important accès au bois de Boulogne à partir de Neuilly-sur-Seine. Elle donne sur le jardin d'acclimatation, ainsi que sur le parc de la folie Saint-James à Neuilly.
La porte de Neuilly n'a aucun accès aux voies du périphérique.
La porte de Neuilly est desservie par la ligne 1 à la station Pont de Neuilly.

## Historique
Étant l'une des portes d'entrée nord-ouest du bois, elle ne faisait pas partie de l'enceinte de Thiers.
Cette porte de Neuilly ne doit pas être confondue avec la porte Maillot, baptisée aussi « porte de Neuilly », mais qui faisait, elle, partie de l'enceinte de Thiers.
S'y trouvent deux des anciens pavillons d'entrée du bois de Boulogne, créés par l'architecte Gabriel Davioud dans le cadre des travaux haussmanniens, sous lesquels a lieu le réaménagement du bois.